# 挪亚方舟

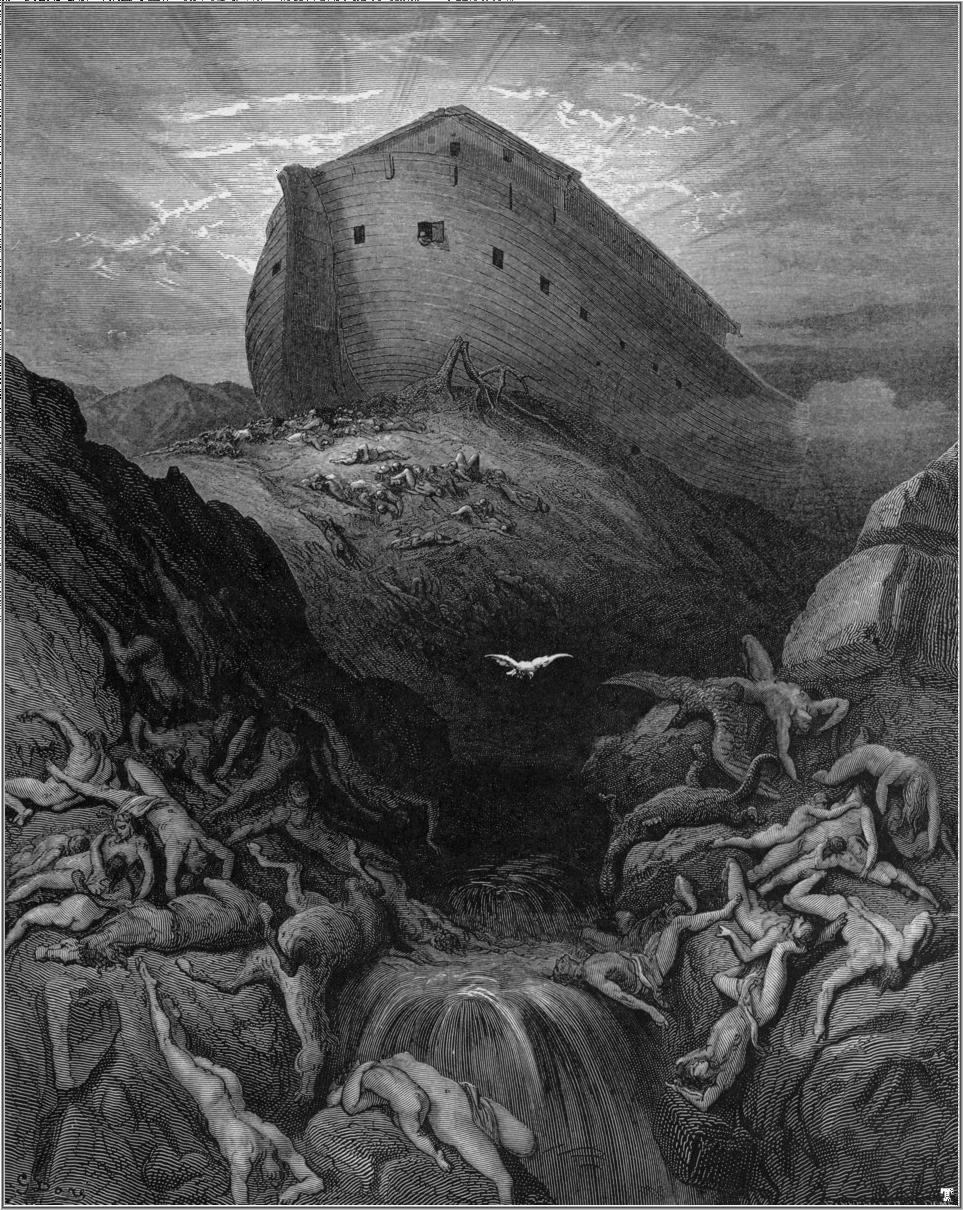
19世纪中后期古斯塔夫·多雷所绘的诺亚方舟想象图

諾亞方舟或譯諾厄方舟（希伯來語：תיבת נח，转写：Teyvat Noaḥ），是《希伯來聖經·創世紀》中的故事，一艘根據上帝耶和華的指示而建造的大船，其依原說記載為方形船隻，但也有許多的形象繪畫描繪為近似船形船隻，其建造的目的是為了讓诺亚與他的家人，以及世界上的各種陸上生物能夠躲避一場上帝因故而造的大洪水災難，記載中诺亚方舟花了几十年才建成（a，创6：18，上帝吩咐诺亚建造方舟时，提到诺亚的儿子和儿媳。b，创7：6，洪水降下诺亚600岁。c，创11：10，两年后诺亚602岁，闪100岁，诺亚502岁生闪。）這段故事分別被紀錄在《希伯来圣经·創世記》（《旧约圣经·创世记》）以及伊斯蘭教的《古蘭經》。
根據底本學說的推論，《創世紀》中的方舟故事可能具有許多相似但分別獨立的來源；而一般正統的猶太教與基督教認為方舟的故事只有一位作者，聖經直譯主義者認為方舟確實停留在土耳其東北方厄德爾省的亞拉拉特山區。亞伯拉罕諸教對於故事中某些問題已經有了神學上的解釋，例如將方舟解釋為教會的預表。
在美索不達米亞文明中，也有與《創世紀》的記載平行的故事，例如蘇美爾神話中記載一位叫祖蘇德拉的人，受神明的警告而建造了一艘船艦，並因此逃過了一場將人類消滅的洪水，此外在其他地區，也有許多相似的故事，是世界上廣泛流傳的相似傳說故事之一。

## 结构與設計

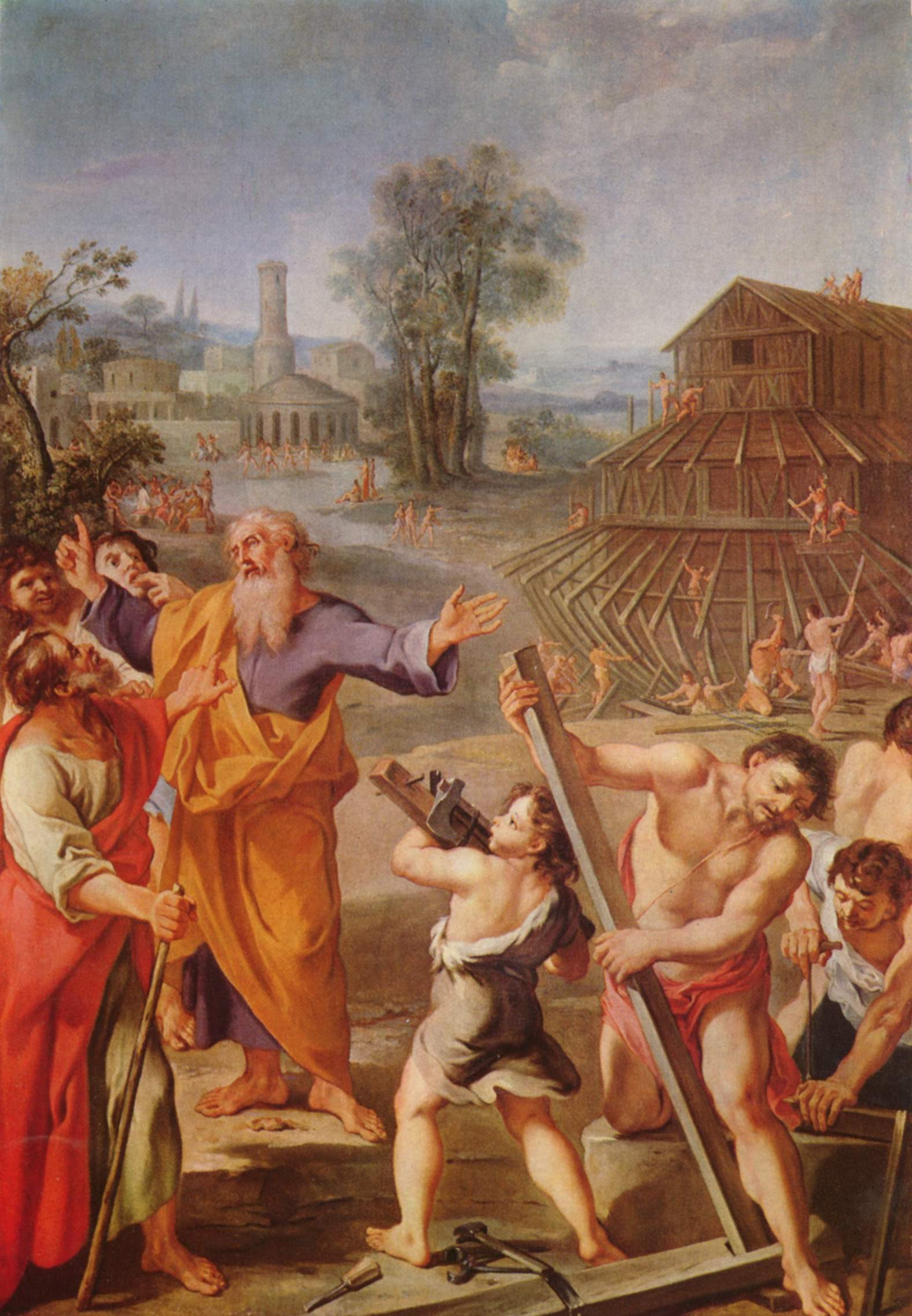
1675年所繪的诺亚方舟，描述諾亞建造船時的故事

根据《圣经》上的记載，方舟長300腕尺（肘，以0.445米計算，133.5米，437.99英尺），约是伊麗莎白女王二號邮轮一半长;寬50腕尺（22.3米，73.163英尺），為方舟長度的1/6倍;高30腕尺（13.4米，43.963英尺），即方舟長度的1/10倍。方舟总容积达40,000立方米，底仓面积8,900平方米，若真建成，其大小及排水量約為鐵達尼號（排水量約5萬3千公頓）的五分之三。方舟設有三層，這樣做不但能够穩定船身，也能使總面積增加至約8,900平方米。方舟採用柏木一類的防水高脂樹木建造，內外都塗上焦油。（創世記6：14－16）聖經沒有提及诺亚怎樣把木材固定在一起，但聖經論述有關洪水的記載以前，已經提及打造各樣銅鐵器具的人。

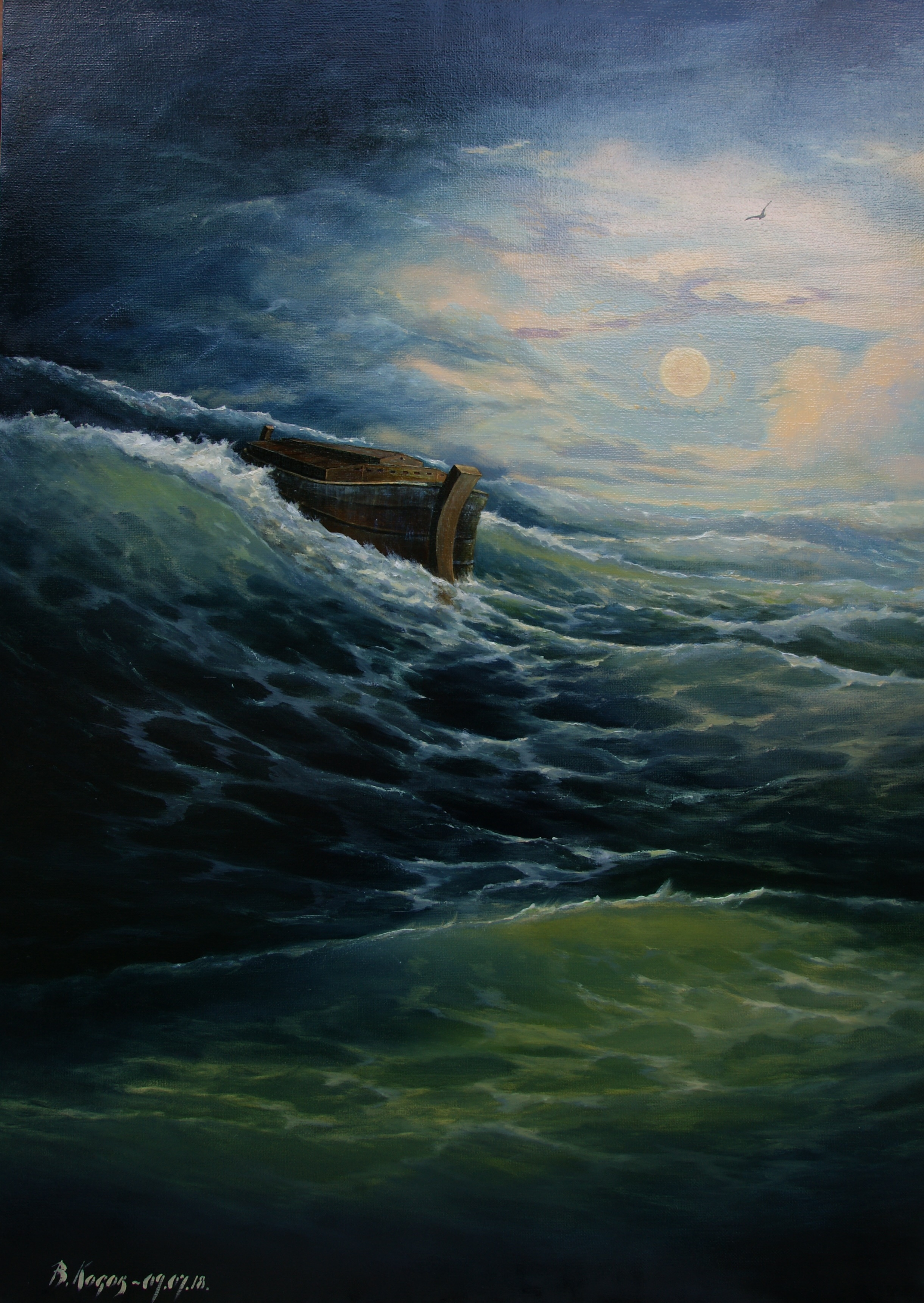
諾亞方舟。 V.Kosov 140x100 布面油畫 2018年

方舟的形狀有如箱子一般。诺亚把超過一年的糧食平均地安置在方舟上，另外载了诺亚一家八口，以及各种飞禽走兽，不洁净动物雌雄各一对，洁净动物雌雄各七对。在洪水来临之时，大地全部被洪水淹没，只有诺亚方舟上的生物得以幸免，在洪水过后，诺亚方舟搁浅在了亞拉拉特山上，最後，上帝以彩虹為立約的記號，不再因人的緣故詛咒大地，並使各種生物存留永不停息。
其實譯做“方舟”的希伯來語詞，跟譯做摩西在嬰孩時所藏身的“箱子”是同一個詞。摩西的母親在箱子塗上瀝青柏油，使它可以在尼羅河漂浮。

## 內容敘述

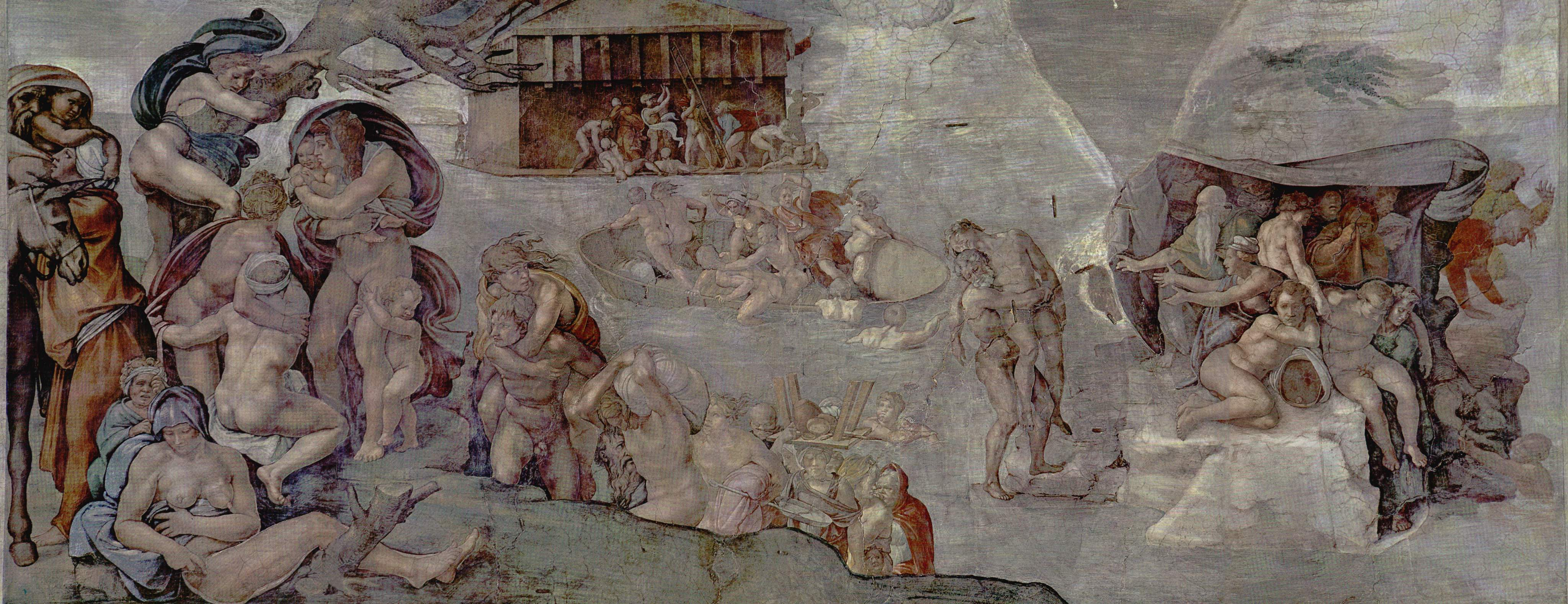
米開朗基羅的作品《大洪水》（The Deluge）繪於梵蒂岡的西絲汀教堂。

《創世紀》第6章到第9章記載了诺亚方舟的歷史。創造世界萬物的上帝耶和華見到地上充滿敗壞、強暴和不法的邪惡行為，於是計畫用洪水消滅惡人。同時他也發現，人類之中有一位叫做諾亞的好人。《創世紀》記載：「諾亞是個義人，在當時的世代是個完全人」。耶和華神指示诺亚建造一艘方舟，並帶著他的妻子、兒子（閃、含與雅弗）與媳婦。同時神也指示諾亞將牲畜與鳥類等動物帶上方舟，且必須包括雌性與雄性。
當方舟建造完成時，大洪水也開始了，這時諾亞與他的家人，以及動物皆已進入了方舟。《創世紀》如此形容洪水剛開始的景況：「當諾亞六百歲，二月十七日那一天，大淵的泉源都裂開了，天上的窗戶也敞開了。四十晝夜降大雨在地上」。洪水淹沒了最高的山，在陸地上的生物全部死亡，只有诺亚一家人與方舟中的生命得以存活。
在220天之後，方舟在亞拉臘山附近停下，且洪水也開始消退。又經過了40天之後，亞拉臘山的山頂才露出。這時诺亚放出了一隻渡鴉到處飛卻不願意飛回來，後來放出一隻鴿子，但牠並沒有找到可以棲息的陸地就飛回來了。7天之後諾亞又再次放出鴿子，這次牠立刻就帶回了橄欖樹的枝條，諾亞這時知道洪水已經散去。又等了7天之後，诺亚最後一次放出鴿子，這次牠便不再回方舟了。正月初一日，諾亞撤去方舟的蓋觀看，發現地上的水都乾了，但諾亞仍然在方舟裡等待上帝的旨意，約洪水發生後的365天，地就都乾了，上帝吩咐諾亞一家人可以出方舟，這時諾亞一家人才與各種動物便一同走出方舟。
離開方舟之後，诺亚將一隻祭品獻給神。耶和華聞那獻祭的香氣就決定不再用洪水毀滅世界，並在天空製造了一道彩虹，作為約定。在《創世紀》中，神如此約定：「我使雲彩蓋地的時候，必有虹現在雲彩中，我便紀念我與你們和各樣有血肉的活物所立的約，水就再不氾濫、毀壞一切有血肉的物了」。

## 方舟中的日子
在創世記7：11至8：4論到這場大洪水，聖經説：“諾亞活到六百歲那一年［公元前2370年］，［民曆］2月17日那一天，浩瀚深淵的泉源盡都裂開，天上的水閘都打開了。”（《創世記》第7章第11节）
諾亞把一年分為12個月，每個月30天。在古代，每年的第一個月大約始於現今陽曆的9月中旬。在公元前2370年11月和12月間，大雨在民曆“2月17日那一天”降下，並連續降在地上四十晝夜。
“洪水淹沒了大地150天。……水從地上退去，漸漸下降。過了150天，水就退了很多。［民曆］7月17日，方舟停在亞拉臘山上。”（創世記 7:24–8:4）從洪水淹沒了大地，到水從地上退去，共150天，也就是五個月。公元前2369年4月，方舟停在亞拉臘山上。
創世記8：5-17接着记录。在差不多兩個半月（73天）之後，在民曆“10月1日”（公曆6月），山頂就都露出來了。（《創世記》第8章第5节）三個月（90天）之後，在“諾亞六百零一歲那一年，［民曆］1月1日”（公元前2369年9月中旬），諾亞打開方舟的蓋，“見地面已經乾了”。（《創世記》第8章第13节）一個月又27天（57天）之後，民曆“2月27日”（公元前2369年11月中旬），大地全都乾了。諾亞和家人從方舟裏出來，踏在乾地上。諾亞和家人在方舟裏過了370天，即一年又10天（按諾亞的計算方式，一年有12個月，每個月有30天）。（《創世記》第8章第14节）

## 方舟停泊之地
在外高加索一帶，不少人聲稱是諾亞方舟停泊之地，或有相關民間流傳，當中比較著名的有納希契凡。
2000年代初，香港的基督教學術演講者梁燕城在考證過當時流行的傳說，以及當時流傳的衛星圖片，斷定方舟最後在土耳其及亞美尼亞邊境的亞拉臘山山頂停下。為解開方舟之謎，基督教的諾亞方舟國際事工自從首支華人探索隊於2004年首次登山尋找方舟後，計劃進行方舟探索。2006年8月，一名庫爾德族的探索家於亞拉臘山上一個洞內發現不明物體，懷疑是木塊。他立刻聯絡相熟的香港探索隊隊員，並於9月把樣本送往香港作科學分析。香港大學地球科學系應用地球科學中心對該樣本進行岩相分析，鑒定它為石化木結構。香港的馬灣公園館內的導覽冊子根據這個研究把諾亞方舟當作歷史看待，引來外界不滿。
2010年4月28日有媒体报道，香港和土耳其的探险队员表示，他们在土耳其东部的亞拉臘山附近找到了传说中的诺亚方舟的船身残骸，並拍下現場探勘的實際影片，测试採樣木片後，发现这些残骸的年代可以追溯至4800年前，即《创世纪》中所描述的諾亞方舟的存在时期。香港导演杨永祥说：「虽然我们不能百分之百确定它就是诺亚方舟，但可能性达到99.9%。」然而這種說法也受到英國牛津大學古代史講師尼古拉斯‧普塞爾質疑，他說：「如果公元前2800年歐亞大陸已被3,000多米深的洪水所覆蓋，在那之前已存在數個世紀的埃及和美索不達米亞文明如何可以生存？」。

## 質疑之處
- 諾亞方舟的空間即使巨大，但仍舊十分有限，故它所能攜帶的動物種類理論上不可能超過萬種。這無法解釋如今地球地表上仍存在的幾百萬種物種，當初是如何逃過《聖經》上的大洪水。（合理解释：若各从其类的“类”是生物分类学的“科”的话，那么挪亚只需要带两千多类动物进入方舟就可以了，以后这些动物将会变成后来多样化的各种动物。[9]现时也有组织通过创造分类学研究来推敲挪亚带入方舟的所有动物种类。[10]另外一种解释，可以不用带成年的动物，幼年的就可以了。）
- 諾亞在漂流的方舟內生活了1年才著陸，舟內的草食動物或許可吃乾草勉強撐過1年，但食物鏈上高階的肉食動物如獅子、老虎、豹、狼、熊、鷹類等，則需犧牲大量的其他動物來維持生命，在科學上難以解釋這些肉類的來源──就算方舟內可能已導致許多物種大量消滅，但如何維持近1年時間的食物鏈平衡？（合理解释：照着《圣经》的说法，在大洪水之前，人类和所有的动物都是吃素的。另外一种解释，1年内，这些动物没有必要都活动着，而且八个人也照顾不过来。可以让它们都处于麻醉/休眠中。）
- 熱帶動物與寒帶動物，其生理構造及生活條件截然不同，在不適合的環境中生存將導致大量死亡。諾亞木造方舟的環境，需同時兼顧必須在寒冷環境才能生存的北極熊、南極的企鵝等，以及只能在高溫熱帶地區生活的長頸鹿、斑馬、大象、鱷魚等。就算姑且寒帶的動物不論，一個木造的方舟內實際上也難以同時存在熱帶雨林與熱帶沙漠這兩種極端的生態環境的生存空間。（合理解释：在大洪水之前的气候环境和大洪水之后的气候环境并不一样。大洪水之后也有一段冰河时期，海平面下降，让动物可以去到现在被海洋分隔的地方，比如澳大利亚、新西兰和南极。[11][12]另外一种解释，动物的幼崽都是需要恒温/恒湿的环境的，差别不大。）
- 高達4,000公尺的全球性大洪水，不可能輕易在短短1年之內迅速消退，理由是地球上此時並無他處可供宣洩這些比現在海洋總容量還高幾千倍的驚人水量，除非它們是被高溫蒸發到太空中──但若如此高溫，則會導致所有地球生物全部滅絕。（合理解释[13]另外一种解释大洪水以两极的冰川的形式消退。大洪水后，天空保温的水层消失，使得地球迅速变冷，尤其是远离赤道阳光的两极，水就冻成冰了。当初的地球不会像现在的地球表面这么高低起伏，我们目前的造山运动极有可能在大洪水这个阶段，火山爆发、地震、地壳移动导致造山。所以，如果当初的地面相对平整的话，不需要4,000公尺的水造成全球的大洪水。）

## 底本學說的解釋

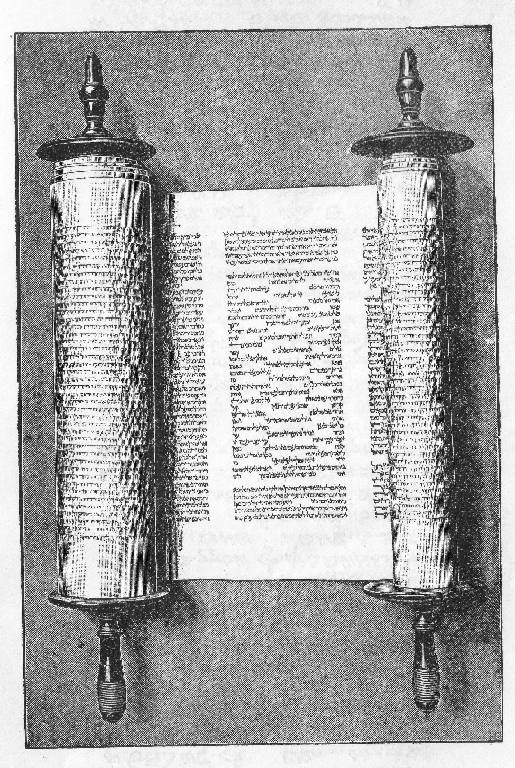
《摩西五經》捲軸，圖中可見的部分是《出埃及記》。收藏於不列顛圖書館。

底本學說認為《摩西五經》是在公元前5世紀的時候編輯而成，且擁有4個獨立的來源。而諾亞方舟的故事，則被認為是兩個材料的組合，分別是《祭司典》與《雅威典》。
年代較早的《雅威典》，是在猶大王國時期組合而成，其來源可追溯自公元前920年，也就是猶太民族剛分裂為猶大國與以色列國的不久之後。《雅威典》的故事敘述較《祭司典》簡單，其中說道：神降下了40天的洪水，諾亞一家與方舟的動物們則活下來。而且這些動物上方舟時，是潔淨的動物各七對，不潔淨的動物各一對。洪水結束之後諾亞建造了祭壇，並獻上牲品。神則決心不再以洪水毀滅世界。《雅威典》並沒有提到神對諾亞的約定。

## 大眾文化
電影
- 《诺亚方舟》
- 《2012》
- 《好兆頭》
- 《5月天諾亞方舟》
- 《大洪水 Noah's ark》[14]
- 《冒牌天神2》

動畫
- 《冒險少女娜汀亞》，來自M78星雲的古代亞特蘭蒂斯外星人，帶來的三艘大型移民太空船，分別為最早被戰火毀滅沉入海底的「綠色諾亞」，失去動力被改造成塔帖索斯王國的「藍色諾亞」，還有失去主人後消失蹤影的「紅色諾亞」。

特攝
- 《假面騎士ZERO-ONE》

歌曲
- 五月天《諾亞方舟》

演唱會
- 五月天《諾亞方舟世界巡迴演唱會》

景點
- 挪亞方舟博覽館

其它衍生創作
- 交響管樂團作品《諾亞方舟》，貝爾特·阿波蒙特

### 參照
1. ↑  参看条目中对古代以色列人使用的这个长度单位的解释
2. ↑  参看《創世記》第4章第22节
3. ↑  参看《出埃及記》第2章第3，10节对摩西的记载
4. ↑  . 聖經閱讀.   [2017-11-24]. （原始内容存档于2020-10-26）.
5. ↑  . 聖經閱讀.   [2017-11-24]. （原始内容存档于2020-10-30）.
6. ↑  . 聖經閱讀.   [2017-11-24]. （原始内容存档于2020-10-21）.
7. ↑  . 新浪网. 2010-04-28  [2010-04-28]. （原始内容存档于2020-06-20）.
8. ↑  . 新浪网. 2010-04-29  [2010-04-29]. （原始内容存档于2010-07-23）.
9. ↑  刘世尧. . 卫理公会砂拉越华人年议会文字事业部.   [2024-04-28].
10. ↑  . Answers in Genesis. 2022-05-18  [2024-04-28]. （原始内容存档于2024-04-28）.
11. ↑  . Answers in Genesis. 2017-08-24  [2024-04-28]. （原始内容存档于2022-05-25）.
12. ↑  Jasmine Ireland and Stacia McKeever. . Creation Ministries International.   [2024-04-28]. （原始内容存档于2024-04-28）.
13. ↑  . 创造科学. 2021-09-09  [2024-05-01]. （原始内容存档于2024-05-01）.
14. ↑  . IMDB.

### 书籍
- Bailey, Lloyd R. . South Carolina: University of South Carolina Press. 1989. ISBN 0-87249-637-6.
- Tigay, Jeffrey H.,. . University of Pennsylvania Press, Philadelphia. 1982. ISBN 0-8122-7805-4.
- Woodmorappe, John. . El Cajon, CA: Institute for Creation Research. 1996. ISBN 0-932766-41-2.